# The Sinister Urge (album)
 (octobre 2022).
Si vous disposez d'ouvrages ou d'articles de référence ou si vous connaissez des sites web de qualité traitant du thème abordé ici, merci de compléter l'article en donnant les références utiles à sa vérifiabilité et en les liant à la section « Notes et références ».
Pour les articles homonymes, voir The Sinister Urge.
Albums de Rob Zombie
Hellbilly Deluxe
(1998) Educated Horses
(2006)
The Sinister Urge est le deuxième album studio de Rob Zombie sorti en 2001.

## Liste des titres
Tous les titres ont été composés par Rob Zombie et Scott Humphrey, sauf indication contraire.
1. "Sinners, Inc." – 1:18
2. "Demon Speeding" – 3:44
3. "Dead Girl Superstar" – 2:28
4. "Never Gonna Stop (The Red Red Kroovy)" – 3:10
5. "Iron Head" (Zombie, Humphrey, Riggs) – 4:12
6. "(Go to) California" – 3:25
7. "Feel So Numb" – 3:53
8. "Transylvanian Transmissions, Pt. 1" – 1:10
9. "Bring Her Down (To Crippletown)" – 4:00
10. "Scum of the Earth" – 2:55
11. "House of 1000 Corpses" – 9:27

## Composition du groupe
- Rob Zombie: Chants
- Mike Riggs: Guitare
- Blasko: Basse
- John Tempesta: Batterie

### Musiciens additionnel
- Tommy Lee: Batterie additionnel
- Scott Humphrey: Programmation
- Danny Lohner: Guitare additionnel sur "Meet the Creeper"
- Ozzy Osbourne: Chants sur "Iron Head"
- Kerry King: Guitare sur "Dead Girl Superstar"
- Chris Chaney: Basse additionnel
- Emm Gryner, Evelyne Rennu: Chants féminin

## Charts
Album - Billboard (Amérique du Nord)
| Année | Chart             | Position |
| ----- | ----------------- | -------- |
| 2001  | The Billboard 200 | 8        |

Singles - Billboard (Amérique du Nord)
| Année | Single                | Chart                  | Position |
| ----- | --------------------- | ---------------------- | -------- |
| 2000  | "Dead Girl Superstar" | Mainstream Rock Tracks | 25       |
| 2001  | "Feel So Numb"        | Mainstream Rock Tracks | 10       |
| 2001  | "Feel So Numb"        | Modern Rock Tracks     | 18       |
| 2002  | "Demon Speeding"      | Mainstream Rock Tracks | 13       |
| 2002  | "Never Gonna Stop"    | Mainstream Rock Tracks | 11       |
| 2002  | "Never Gonna Stop"    | Modern Rock Tracks     | 23       |